# Premio Pulitzer 1967
Quella del 1967 fu la cinquantunesima assegnazione dei Premi Pulitzer e vide il conferimento di quindici premi in altrettante categorie, otto relative al mondo del giornalismo e sette relative al mondo della letteratura e della musica.
In quest'edizione, la giuria fu composta da 13 membri, tra cui il presidente della Columbia University, Grayson Kirk, e fu presieduta da Joseph Pulitzer, redattore del St. Louis Post-Dispatch nonché omonimo figlio del fondatore dei premi Pulitzer, Joseph Pulitzer.

## Giornalismo
- Pubblico servizio:

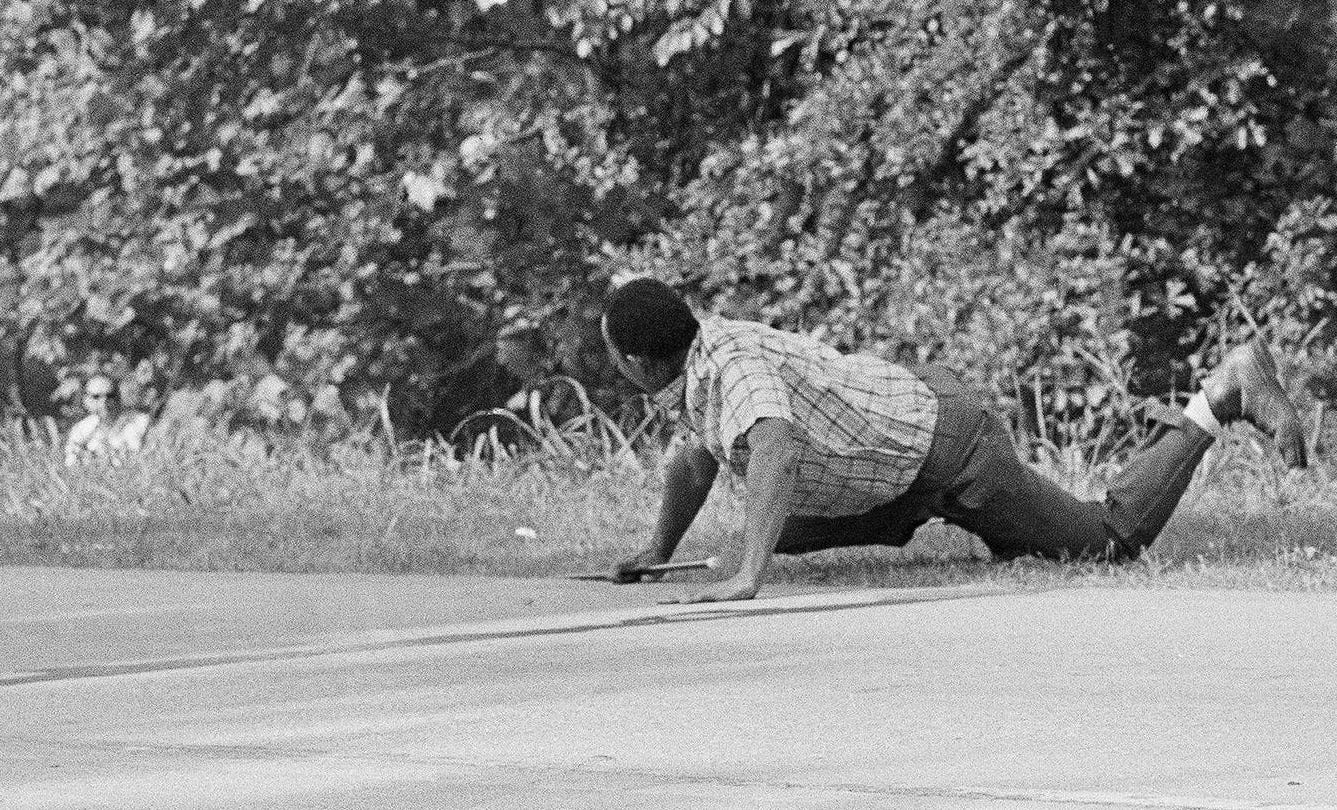
La fotografia vincitrice del Premio Pulitzer del 1967

  - The Milwaukee Journal, per la sua efficace campagna volta a inasprire le leggi contro l'inquinamento delle acque nel Wisconsin, un notevole passo avanti nell'impegno nazionale per la conservazione delle risorse naturali.
  - Louisville Courier-Journal, per la sua efficace campagna volta ad ottenere una stretta su controllo dell'industria mineraria a cielo aperto del Kentucky, un notevole progresso nello sforzo nazionale per la conservazione delle risorse naturali.[3]
- Giornalismo locale di cronaca o di ultim'ora:
  - Robert V. Cox, del Chambersburg Public Opinion, per il suo vivido e puntuale resoconto di una caccia all'uomo condotta montagna e conclusasi con l'uccisione di un cecchino che aveva terrorizzato la comunità.
- Giornalismo locale investigativo specializzato:
  - Gene Miller, del Miami Herald, la cui iniziativa e il cui lavoro di inchiesta giornalistica hanno contribuito a liberare due persone ingiustamente condannate per omicidio.
- Giornalismo nazionale:
  - Stanley Penn e Monroe Karmin, del Wall Street Journal, per il loro servizio investigativo sul legame tra criminalità organizzata statunitense e gioco d'azzardo nelle Bahamas.
- Giornalismo internazionale:
  - R. John Hughes, del The Christian Science Monitor, per il suo approfondito resoconto del tentativo di colpo di stato in Indonesia del 1965 e della purga che lo seguì nel 1965-66.
- Editoriale:
  - Eugene Patterson, dell'Atlanta Constitution, per gli encomiabili editoriali scritti nel corso del 1966.
- Vignetta editoriale:
  - Patrick Oliphant, del The Denver Post per la vignetta They Won't Get Us To The Conference Table... Will They?, pubblicata il 1º febbraio 1966.
- Fotografia:
  - Jack R. Thornell, dell'Associated Press, per la sua fotografia ritraente James Howard Meredith che cade a terra ferito da una fucilata mentre partecipava alla "marcia contro la paura" il 6 giugno 1966.

## Letteratura, drammaturgia e musica
- Narrativa:
  - The Fixer, di Bernard Malamud (Farrar).
- Drammaturgia:
  - A Delicate Balance, di Edward Albee (Atheneum).
- Storia:
  - Exploration and Empire: The Explorer and the Scientist in the Winning of the American West, di William H. Goetzmann (Knopf).
- Biografie o Autobiografie:
  - Mr. Clemens and Mark Twain, di Justin Kaplan (Simon & Schuster).
- Poesia:
  - Live or Die, di Anne Sexton (Houghton).
- Saggistica:
  - The Problem of Slavery in Western Culture, di David Brion Davis (Cornell University Press).
- Musica:
  - Quartet No. 3, di Leon Kirchner (Associated Music Publishers), eseguita per la prima volta dal Beaux Arts Quartet il 27 gennaio  1967.